# Cryptembia manauara
Cryptembia manauara är en insektsart som beskrevs av Ross 2003. Cryptembia manauara ingår i släktet Cryptembia och familjen Anisembiidae. Inga underarter finns listade i Catalogue of Life.